# Heiko Bonan
Heiko Bonan (* 10. Februar 1966 in Haldensleben) ist ein ehemaliger deutscher Fußballspieler und heutiger Fußballtrainer, der unter anderem für den 1. FC Magdeburg, den BFC Dynamo, den VfL Bochum und den Karlsruher SC aktiv war. Für den DFV der DDR bestritt er in den Jahren 1989 und 1990 zwei Spiele in der Fußballnationalmannschaft der DDR. Seit 2005 ist Heiko Bonan als Trainer tätig.

## Sportliche Laufbahn

### Gemeinschafts-, Club- und Vereinsstationen

#### 1972–1991: Von der Jugend in die Oberliga
Mit sechs Jahren begann Heiko Bonan in der Jugend der BSG Medizin Haldensleben mit dem Fußballspiel. Als 12-Jähriger fiel er den Talentspähern des 1. FC Magdeburg auf und wechselte in den Verein. Ab 1978 besuchte er die dortige Kinder- und Jugendsportschule. „Bonan galt als größtes Magdeburger Talent in den achtziger Jahren.“ Im Frühjahr 1984 holte Magdeburgs Chef-Trainer Claus Creul den damals 18-jährigen Abiturienten in die Oberliga-Mannschaft, wo Bonan sich ab der Spielzeit 1985/86 unter dem Trainer Joachim Streich im Seniorenbereich weiterentwickelte. Von 1984 bis 1989 wurde er in 119 Oberliga-Spielen für den 1. FC Magdeburg eingesetzt und erzielte dabei 14 Tore. Da die Magdeburger Ende der 1980er-Jahre nicht mehr zur absoluten Spitzenklasse des DDR-Fußballs zählten und er unbedingt auch international mit dem Verein spielen wollte, wechselte Heiko Bonan im Sommer 1989 nach Berlin zum BFC Dynamo.
In seiner ersten Saison kam er mit den Berlinern auf den 4. Rang und konnte in vier Spielen gegen Reykjavík und den AS Monaco im Europapokal Erfahrung sammeln. Am 12. September 1990 war er im letzten Spiel der DFV-Nationalmannschaft im Einsatz. Es fand in Brüssel statt und endete mit einem 2:0-Sieg für die DDR nach zwei Toren von Matthias Sammer. Da Thomas Doll und Andreas Thom im Sommer 1990 vom BFC in die Bundesliga wechselten, konnte Bonan in der NOFV-Oberliga der Saison 1990/91 mit dem in FC Berlin umbenannten Club nur den 11. Platz belegen. Da damit die Bundesliga-Qualifikation verpasst worden war, wechselte er nach Bochum.

#### 1991–1995: Bundesliga
Ab der Saison 1991/92 spielte er in der 1. Bundesliga beim VfL Bochum. Er bestritt in seiner ersten VfL-Saison alle 38 Meisterschaftsspiele. Nach dem Abstieg 1993 wechselte Bonan, der in 69 Spielen sechs Tore erzielte, von Bochum zum Karlsruher SC. Den Höhepunkt der Saison 1993/94 stellten die UEFA-Cup-Spiele dar. Über die Stationen PSV Eindhoven, FC Valencia, Girondins Bordeaux und Boavista Porto gelangte Bonan mit seinem Verein bis in das Halbfinale gegen Austria Salzburg, das aber nach einem 0:0 in Salzburg und einem 1:1 in Karlsruhe zur Endstation wurde. In neun UEFA-Cup-Spielen wurde Bonan eingesetzt, jedoch nicht beim sensationellen 7:0-Heimsieg gegen Valencia.
In seinem zweiten Jahr in Baden musste Bonan sich der Konkurrenz von Thomas Häßler, Thorsten Fink und Michael Tarnat stellen. Nach Anlaufschwierigkeiten bildeten schließlich Bonan auf der linken Halbposition und Tarnat auf der Außenposition das Paar der linken Seite des KSC in der Saison 1994/95. Bei seinem Einsatz am Schlusstag der Saison am 17. Juni 1995 beim 2:2-Heimspiel gegen den VfL Bochum brachte Bonan den KSC in der 72. Spielminute mit 2:1 in Führung. Mit diesem Spiel beendete er überraschend seine Karriere in der Fußball-Bundesliga. Nach Angaben Bonans in einem Interview der KSC-Stadionzeitung Wildpark Live im Januar 2006 scheiterte die mögliche Vertragsverlängerung daran, dass ihm lediglich ein Einjahresvertrag angeboten wurde. Er bestand jedoch auf einer längerfristigen Anstellung, da er seiner Familie keinen weiteren Umzug nach nur einem Jahr zumuten wollte. Im Nachhinein bereute er diese Entscheidung, da sie ihn um ein oder zwei Jahre Erstligafußball brachte. Somit verließ er den KSC, für den er von 1993 bis 1995 53 Spiele in der Bundesliga absolvierte und dabei sechs Tore erzielt hatte.

#### 1995–2005: Regionalliga, Oberliga und 2. Liga
Der Mann aus Sachsen-Anhalt wechselte zur Runde 1995/96 in die Regionalliga West/Südwest zum FC Gütersloh. Mit acht Toren in 31 Spielen trug er zum Aufstieg in die 2. Bundesliga bei. In der 2. Liga trat er in der Runde 1996/97 in 28 Spielen mit vier Toren für den FC Gütersloh an. Bonan zog dann weiter zum LR Ahlen in die Regionalliga. Über die weiteren Stationen SV Wilhelmshaven und RW Essen kam er in der Regionalliga auf 126 Einsätze. Nach dem Aufstieg von Rot-Weiss Essen in die 2. Bundesliga im Jahre 2004 beendete Bonan seine aktive Karriere im Leistungsfußball, spielte allerdings noch ein Jahr in der Oberliga Westfalen an seiner alten Wirkungsstätte, dem FC Gütersloh 2000 und beendete hier seine aktive Karriere.

### Auswahleinsätze
Bis zum Sommer 1984 durchlief er die Jugend- und Juniorenmannschaften des Deutschen Fußball-Verbands. Mit der Fußballnationalmannschaft der DDR (U-18-Junioren) qualifizierte sich der Magdeburger Auswahlspieler 1984 für die Junioren-EM. Bereits im Sommer zuvor hatte diese neu formierte Juniorenvertretung den einzigen Sieg einer DDR-Mannschaft bei den Jugendwettkämpfen der Freundschaft gesichert.
Von 1984 bis 1989 wurde Bonan in 27 Partien der U-21-Elf der DDR aufgeboten. Am 13. Februar 1989 feierte er in Kairo im Spiel gegen Ägypten seinen ersten Einsatz in der A-Nationalmannschaft des DFV. Sein zweites und letztes Länderspiel bestritt Bonan beim Abschied der DDR-Auswahl im September 1990.

## Trainerlaufbahn
Parallel zu seiner Zeit in der Oberliga absolvierte Bonan ein fünfjähriges Fernstudium an der DHfK-Außenstelle Magdeburg und wurde diplomierter Sportlehrer. In der Saison 2005/06 trainierte er gemeinsam mit Dirk van der Ven, der zuvor beim FC Gütersloh 2000, LR Ahlen, KFC Uerdingen, Arminia Bielefeld (1. Bundesliga) und in Japan Vertragsfußballer gewesen war, die Frauenmannschaft des FC Gütersloh 2000, welche in der 2. Bundesliga spielte. Danach wechselte er zu den Amateuren von RW Ahlen und betreute die erste Mannschaft als Co-Trainer. Nachdem Bonan die Trainerlizenz erworben hatte, konnte er Cheftrainer von Rot Weiss Ahlen werden. In der Saison 2007/08 betreut er den Regionalligisten Rot-Weiss Essen, wo er im März 2008 beurlaubt wurde.
Im Januar 2009 kehrte Bonan wiederum zum FC Gütersloh zurück, wo er seitdem erneut verantwortlicher Trainer für die Frauenmannschaft des Vereins ist. Nach der Trennung der Frauenabteilung vom FC Gütersloh 2000 und der Erschaffung eines eigenen Vereins, war Bonan seit Juni 2009 Trainer und sportl. Leiter beim FSV Gütersloh 2009. Am 29. März 2010 gab der BFC Dynamo bekannt, dass Bonan der Trainer des Oberligisten wird. Am 26. August 2011 gab er auf einer Pressekonferenz bekannt, dass er in den Trainerstab von Al-Hilal nach Saudi-Arabien wechselt. Dort trainiert er die U23, in der viele Olympia-Auswahlspieler stehen. Der Kontakt zum saudischen Rekordmeister kam über dessen Trainer Thomas Doll zustande, mit dem Bonan zusammen beim BFC Dynamo gespielt hatte.
Im August 2013 übernahm Bonan das Training beim Höxteraner Kreisligisten TuS Bad Driburg und führte die Mannschaft zum Aufstieg in die Bezirksliga. Im Oktober 2014 wechselte Bonan zum FC Gütersloh 2000 und schaffte mit dem Team zweimal den Klassenerhalt in der Oberliga Westfalen. Seit der Saison 2016/17 trainiert Bonan den westfälischen Bezirksligisten FC Blau-Weiß Weser aus Beverungen und Lauenförde.

### Stationen
- 2005/06
  - Trainer der ersten Frauenfußball-Mannschaft des FC Gütersloh 2000. Liga: 2. Frauenfußball-Bundesliga Nord. Platz: 2. Platz hinter dem VfL Wolfsburg
- 2006/07
  - Trainer der RW Ahlen Amateure (Oberliga Westfalen) und Co-Trainer der Ersten Mannschaft
  - Ab dem 30. Oktober 2006 Chef-Trainer von Rot Weiss Ahlen nach dem Rücktritt von Bernard Dietz
- 2007/08
  - Trainer bei RW Essen bis zum 22. März 2008
- 2008/09
  - Ab dem 16. Januar 2009 Trainer der ersten Frauenfußball-Mannschaft des FC Gütersloh 2000 in der 2. Frauenfußball-Bundesliga
- 2009/10
  - Ab Juni 2009 Trainer der ersten Frauenfußball-Mannschaft des FSV Gütersloh 2009 in der 2. Frauenfußball-Bundesliga
  - Ab dem 29. März 2010 Trainer des BFC Dynamo (Oberliga Nordost/Nord)
- 2010/11
  - Ab September 2011 Trainer der U23 von Al-Hilal Riad
- 2013/14
  - Ab August 2013 Trainer beim TuS Bad Driburg (Kreisliga A Nord Höxter)
- 2014/15
  - Ab dem 13. Oktober 2014 Trainer beim FC Gütersloh 2000 in der Oberliga Westfalen
- 2016/17
  - Seit dem 1. Juli 2016 Trainer beim FC Blau-Weiß Weser in der Bezirksliga St. 3/Westf.
- 2019/20
  - Seit dem 1. Juli 2019 Trainer beim FC 99 Aa Nethetal in der Kreisliga B Nord.